# Терсюкский сельсовет
Терсю́кский сельсовет — упразднённые административно-территориальная единица и муниципальное образование со статусом сельского поселения в составе Шатровского района Курганской области России.
Административный центр — село Терсюкское.
Законом Курганской области от 12 мая 2021 года № 50 к 24 мая 2021 года упразднён в связи с преобразованием муниципального района в муниципальный округ.

## История
В соответствии с Законом Курганской области от 6 июля 2004 года № 419 сельсовет наделён статусом сельского поселения.
Названия Терсюк появилась от слово Терсяк. Территория в прошлом принадлежала вотчинникам башкирам из рода Терсяк. Терсяк - башкирский родо-племенное объединение.

## Население
| 1989 | 2002  | 2004  | 2010 | 2012 | 2013 | 2014 |
| ---- | ----- | ----- | ---- | ---- | ---- | ---- |
| 1424 | ↘1149 | ↘1098 | ↘872 | ↘835 | ↘800 | ↘772 |
| 2015 | 2016  | 2017  | 2018 | 2019 | 2020 |      |
| ↘749 | ↗753  | ↘727  | ↘707 | ↘702 | ↘687 |      |

## Состав сельского поселения
| № | Населённый пункт | Тип населённого пункта       | Население |
| - | ---------------- | ---------------------------- | --------- |
| 1 | Воротниково      | деревня                      | ↘88       |
| 2 | Коршунова        | деревня                      | ↘38       |
| 3 | Мурашова         | деревня                      | ↘39       |
| 4 | Портнягино       | деревня                      | ↘86       |
| 5 | Терсюкское       | село, административный центр | ↘621      |